# Schlomo Hofmeister
Schlomo Elieser Hofmeister (* 10. Oktober 1975 in München) ist ein europäischer Rabbiner, Mohel und Autor. Im Jahr 2008 wurde der damals mit seiner Familie in London und Jerusalem lebende Schlomo Hofmeister vom Kultusvorstand der Israelitischen Kultusgemeinde Wien zum Gemeinderabbiner von Wien ernannt und lebt seither in der österreichischen Bundeshauptstadt. Er bekleidet zudem das Amt des Landesrabbiners von Niederösterreich, des Burgenlands, Kärntens und der Steiermark, sowie des Oberrabbiners der steirischen Landeshauptstadt Graz und von Baden bei Wien. Außerdem ist er Oberrabbiner im österreichischen Bundesheer.

## Leben
Schlomo Hofmeister wurde in eine Arztfamilie geboren. Er lernte nach Beendigung seiner Gymnasialzeit an verschiedenen Jeschiwot in England und Israel, studierte Sozialwissenschaften, Geschichte und Politik an der Münchner Ludwig-Maximilians-Universität (LMU) sowie der University of British Columbia (UBC) und beendete Ende 2002 seine Universitätsstudien mit einem Master-of-Science-(MSc)-Abschluss von der London School of Economics (LSE). 2004 zog er von London nach Jerusalem, um seine Rabbinatsstudien, unter anderem im Rabbinerseminar Toras Schlomo von Rabbiner Moshe Halberstam, fortzusetzen. Rabbiner Hofmeister erhielt Semichos in unterschiedlichen Bereichen des jüdischen Rechts unter anderen von Rabbiner Moshe Sternbuch, dem Vorsitzenden des Orthodoxen Rabbinatsgerichts und Oberrabbiners von Jerusalem. Als er im Jahre 2005 seine erste rabbinische Ordination erhielt, war er der erste Rabbiner seit 69 Jahren, der in Deutschland geboren und aufgewachsen war, und der erste deutsche Rabbiner, seit seine beiden Mentoren, der Münchner Oberrabbiner Pinchas Paul Biberfeld und der Londoner Rabbiner Josef Zwi HaLevi Dunner, im Jahre 1936/37 ihre Ordinationen vom Hildesheimer Rabbinerseminar zu Berlin erhalten hatten.

## Funktionen
Seit 2008 ist Schlomo Hofmeister Gemeinderabbiner von Wien, wo bereits seine Vorfahren nach ihrer Vertreibung aus Spanien für mehrere Generationen ansässig waren.
Seit 2012 ist er ständiges Mitglied im Vorstand der Europäischen Rabbinerkonferenz (CER). Seit 2019 ist er Sonderbeauftragter der CER gegen Rechtsextremismus.
Von 2011 bis 2022 war er Generalsekretär des Europäischen Beth Din (EBD) unter Dayan Chanoch Ehrentreu. Seit 2013 fungiert Schlomo Hofmeister als Präsident der Vereinigung der Europäischen Mohalim (UME). Seit 2017 ist er, in seiner Funktion als Wiener Gemeinderabbiner, Generalsekretär des Wiener Rabbinatsgerichts (Beth Din).

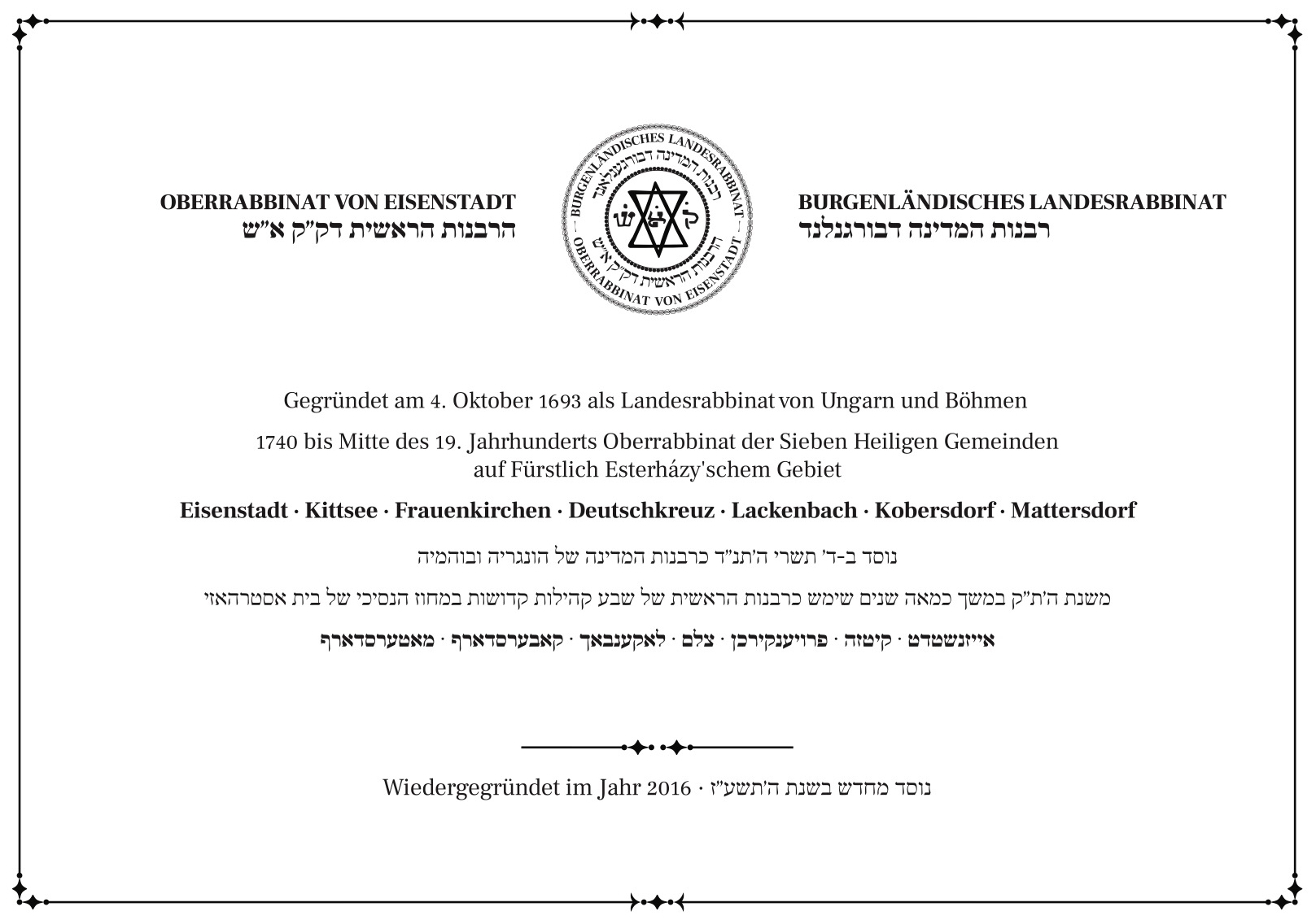
Tafel am Eingang des Landesrabbinats in Eisenstadt

Über Betreiben des Präsidenten der jüdischen Gemeinde Graz Elie Rosen und mit übereinstimmenden Verfügungen des Präsidenten der jüdischen Gemeinde Graz, des Präsidenten der israelitischen Religionsgesellschaft sowie des Oberrabbinats der israelitischen Kultusgemeinde Wien vom 1. Dezember 2016 wurde das 1938 aufgelöste Landesrabbinat Steiermark mit dem Zuständigkeitsbereich für die Steiermark, Kärnten und das Burgenland wieder errichtet und Hofmeister zum zuständigen Landesrabbiner und Oberrabbiner von Graz sowie zum Landesrabbiner von Niederösterreich und zum Oberrabbiner von Baden bei Wien bestellt. Ihm steht kraft dieses Amtes die alleinige religionsrechtliche Jurisdiktion für diese Amtsbereiche zu. Seine rabbinischen Funktionen übt er von Wien und Graz aus. Die Geschichte des Landesrabbinats in Eisenstadt geht auf die Gründung des Landesrabbinats von Ungarn und Böhmen im Jahre 1693 zurück, dessen erster Landesrabbiner der aus Worms stammende Wiener Oberrabbiner Samson Wertheimer war.
2017 wurde Hofmeister zum ersten Oberrabbiner im Bundesheer seit 99 Jahren ernannt und ist als solcher seitdem auch für die jüdische Militärseelsorge in Österreich zuständig, die in der Monarchie eine bedeutende Rolle gespielt hatte, jedoch 1918 aufgelöst worden war.
Schlomo Hofmeister ist laut Aussage des Imams Ramazan Demir, seit Jahren mit ihm befreundet. Zitat: „Allein unsere Freundschaft trotzt allen Stereotypen“.  Gemeinsam unternahmen die beiden mehrere Reisen nach Jerusalem oder nach Istanbul. Zudem treten beide Männer seit Jahren in österreichischen Schulen als Vortragende auf, um Schülerinnen und Schüler über die Gemeinsamkeiten, die Unterschiede sowie über gegenseitigen Respekt und Toleranz zwischen Muslime und Juden zu unterrichten und aufzuklären.

## Veröffentlichungen
- סידור תפילת ישורון — Siddur Tefilas Yeshurun (Hrsg.), Jeschurun Verlag, Wien 2010, ISBN 978-3-9502627-0-4
- Reise nach Jerusalem — Ein Imam und ein Rabbiner unterwegs, Amalthea Signum Verlag, Wien, 2016, ISBN 978-3-99050-043-9
- סידור תפילת ישורון — Siddur Tefilas Yeshurun (Hrsg.), 2. überarbeitete Ausgabe, Wien 2015, ISBN 978-3-9502627-1-1
- סדר זמירות ישורון — Siddur Zemiros Yeshurun (Hrsg.), Jeschurun Verlag, Wien 2015, ISBN 978-3-9502627-3-5
- ספר דרך החיים והזכרת נשמות — Gebete und Traditionen auf dem letzten Weg und im Andenken an unsere Verstorbenen, Jeschurun Verlag, Wien 2017, ISBN 978-3-9502627-4-2